# Скотоцерка
Скотоцерка, или вертлявая славка (лат. Scotocerca inquieta), — вид воробьиных птиц, обитающих в Африке и Юго-Западной Азии. Единственный в роде скотоцерок, или вертлявых славок (Scotocerca). С 2011 года по результатам молекулярного исследования ДНК вид выделен в монотипическое семейство скотоцерковых (Scotocercidae). Скотоцерка обитает на окраинах пустынь, часто встречаясь на территориях с низкорослыми кустарниками, оврагами и ущельями, где является постоянным обитателем, хотя вне сезона размножения может совершать локальные миграции.

## Описание и среда обитания
Скотоцерка — небольшая, скрытная, пустынная птица, держащая свой хвост над спиной. Верхняя часть туловища у взрослых особей серо-бурого цвета, с мелкими тёмно-коричневыми полосками. У них широкая светлая бровь и тонкая чёрная «уздечка». Нижняя часть туловища белая с рыжеватыми боками и клоакой, а на груди мелкие полоски. Хвост тёмно-коричневый с белым кончиком. Оперение у молодых особей более светлое. Характерная песня скотоцерки представляет собой «цит-цит-двидл-дулредл-дулид».
Скотоцерка — птица открытых пустынь с редким зелёным покровом, особенно зарослей с густым укрытием, а также каменистых территорий с кустарниками в оврагах и ущельях.

## Подвиды
В настоящее время существует восемь признанных подвидов:
- Scotocerca inquieta theresae R. Meinertzhagen, 1939 — южное Марокко, Западная Сахара и район Адрар в Мавритании.
- Scotocerca inquieta saharae (Loche, 1858) — восточное Марокко, Алжир, Тунис и Ливия.
- Scotocerca inquieta inquieta (Cretzschmar, 1830) — Египет, Израиль и в северной части Аравийского полуострова к востоку от Персидского залива.
- Scotocerca inquieta grisea Bates, 1936 — западная Саудовская Аравия, восточный Йемен and Оман.
- Scotocerca inquieta buryi Ogilvie-Grant, 1902 — южная Саудовская Аравия и западный Йемен.
- Scotocerca inquieta striata (W. E. Brooks, 1872) — южный-центральный Ирак, южный Иран, Пакистан и южный Афганистан.
- Scotocerca inquieta montana Stepanyan, 1970 — горная местность северо-восточного Ирана, южный Туркменистан, западный Таджикистан и северный Афганистан.
- Scotocerca inquieta platyura (Severtsov, 1873) — равнины северного Туркменистана, южный Узбекистан и юго-западный Таджикистан.

## Поведение

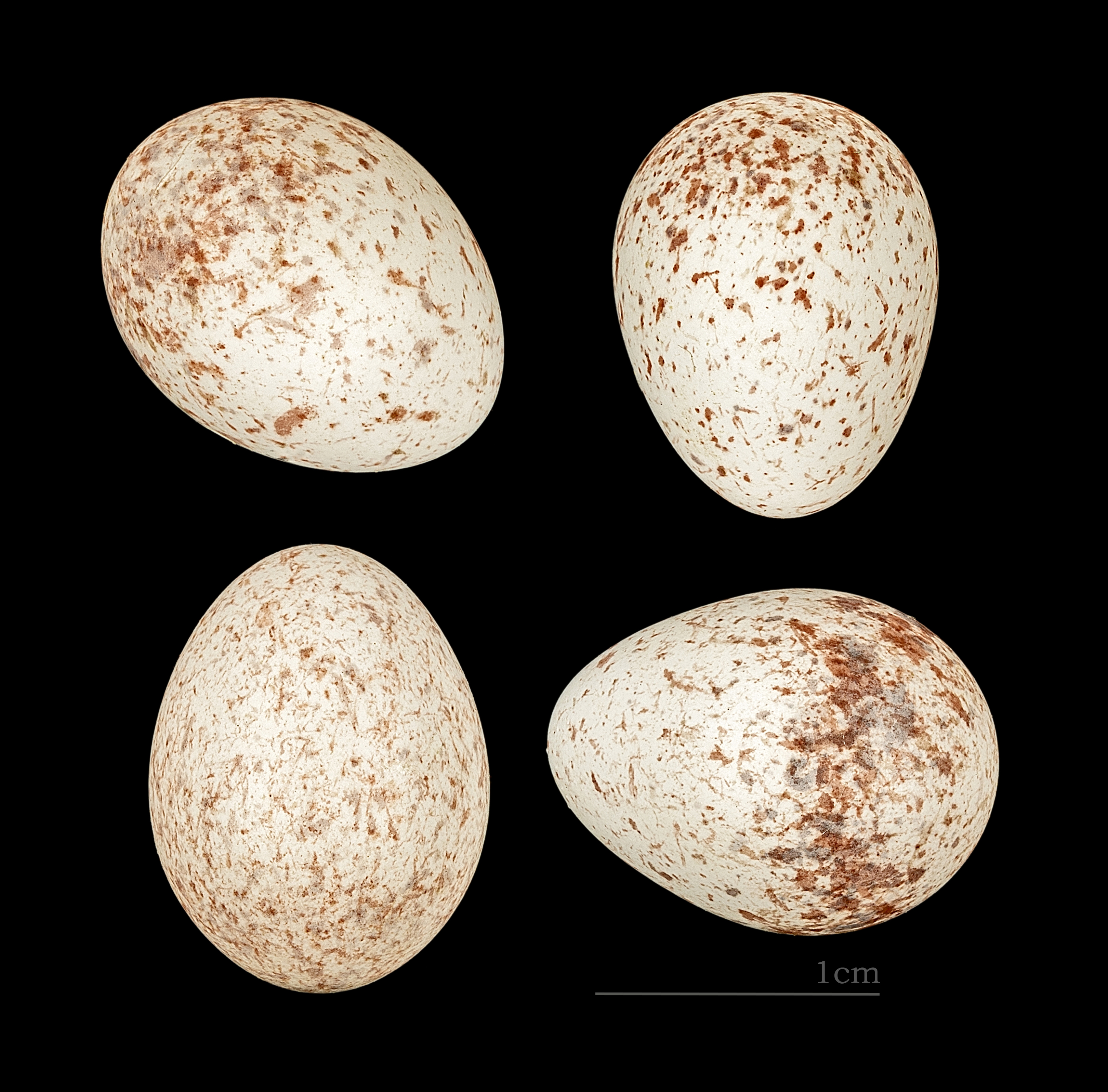
Кладка пустынной камышевки (Scotocerca inquieta saharae) из коллекции Музея Тулузы

Птица гнездится в низкорослых кустарниках до 1,5 м в высоту, гнездо представляет собой куполообразное строение из травы и прутьев, выстеленное перьями, шерстью и растительной подкладкой. У гнезда 1-2 боковых входа, второй из которых используется только как выход. Размер кладки составляет в среднем от 3 до 5 яиц, хотя может быть от 2 до 5, инкубация длится примерно две недели и ещё две до оперения молодых особей. Основной добычей являются насекомые, а также семена, имеющие очень важное значение в зимний период. Кормится птица на земле, копаясь в опавшей листве, подстилке в кустах и в канавках, хотя временами также ищет еду в растительности.

## Статус
У скотоцерки очень широкий ареал: редкая в одних местах и распространённая в других. Каких-либо особых угроз не было выявлено, а популяция считается стабильной или снижается незначительно. МСОП поместил птицу в список видов под наименьшей угрозой.

## Галерея

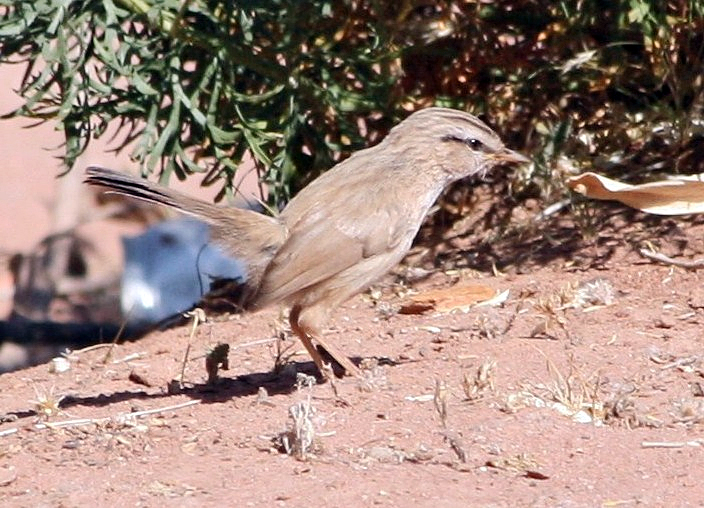
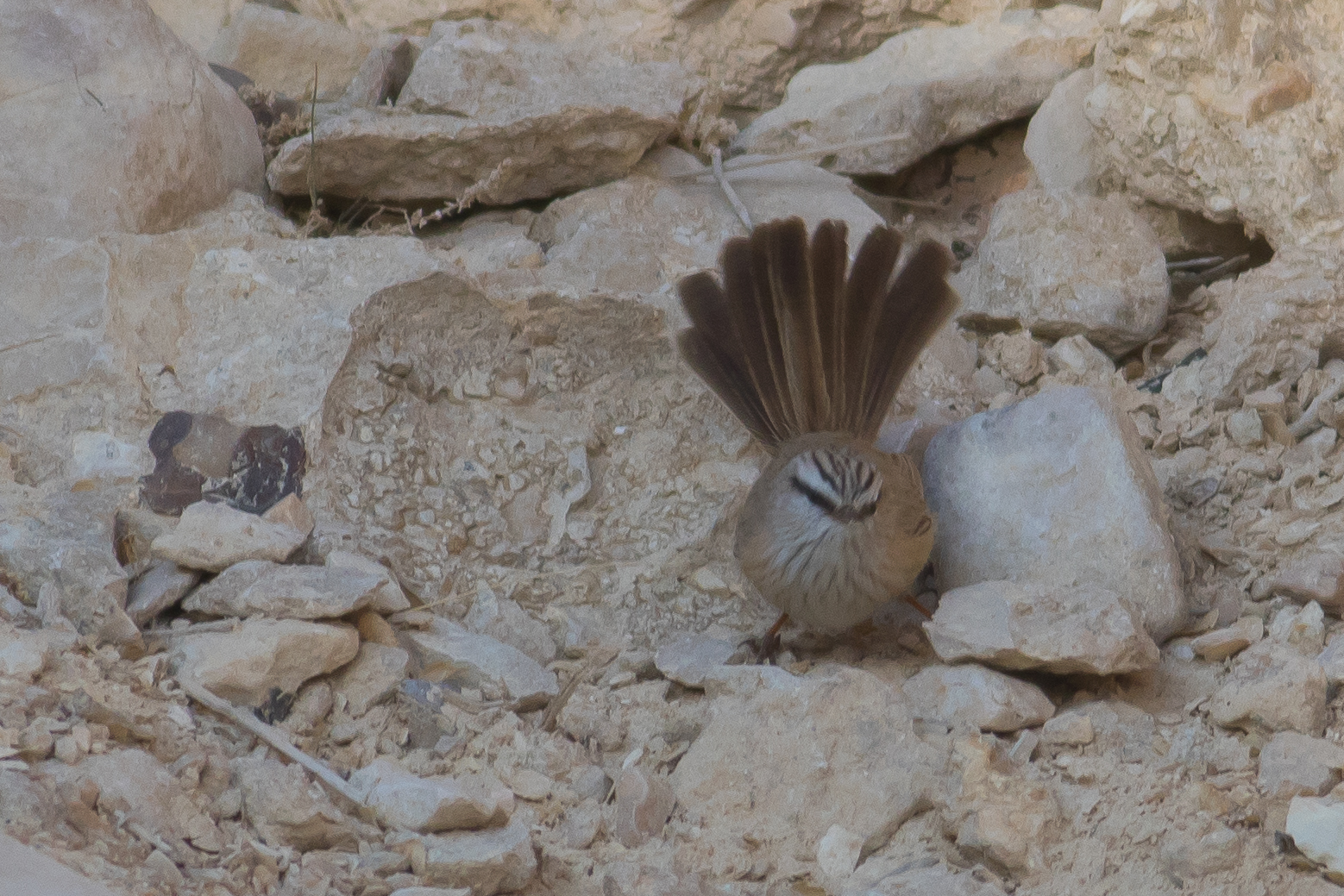
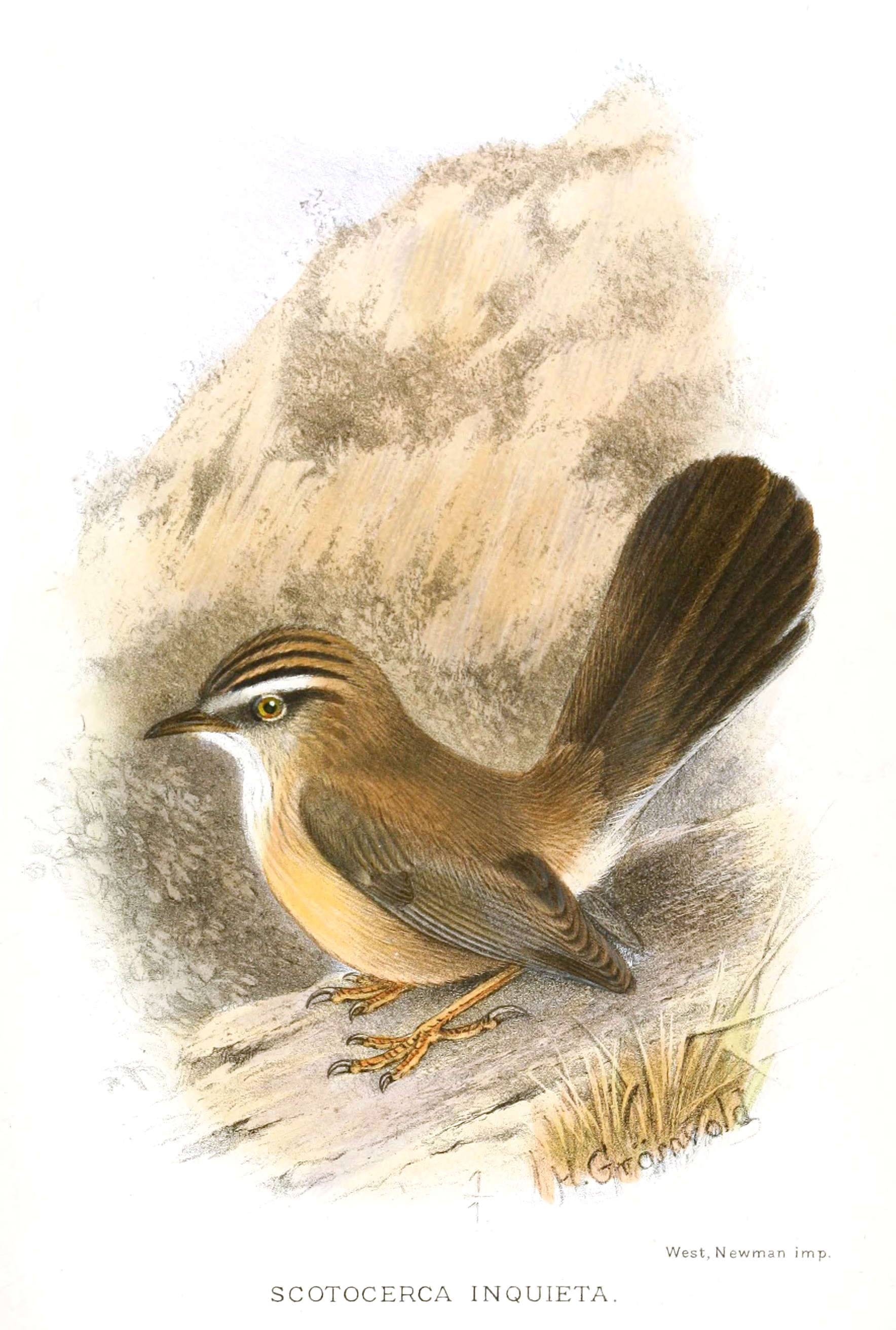